# Day Breaks
Day Breaks là album solo thứ sáu trong phòng thu bởi ca sĩ và nhạc sĩ Norah Jones người Mỹ, phát hành vào ngày 07 Tháng 10 năm 2016, qua hãng nhạc Blue Note Records. Album này, gồm 9 ca khúc mới và ba bản hát lại, cho thấy Jones quay trở lại với nhạc âm hưởng piano như trong thời gian ban đầu trong sự nghiệp âm nhạc của cô ta. Nó đạt vị trí thứ hai trên bảng xếp hạng Billboard 200 của Mỹ, trở thành album thứ sáu của mình đạt được top ten. Day Breaks nhận được đánh giá tích cực từ các nhà phê bình âm nhạc, với nhiều ca ngợi vê sự sản xuất của album và về giọng hát của Jones, so sánh nó với album đầu tay của cô Come Away With Me.